# Čadca
Čadca (bis 1927 Čaca; deutsch Tschadsa, ungarisch Csaca, polnisch Czadca) ist eine Stadt in der nordwestlichen Slowakei mit 22.307 Einwohnern (Stand 31. Dezember 2024). Sie ist Sitz des Okres Čadca innerhalb des Žilinský kraj sowie Zentrum der traditionellen Landschaft Kysuce.

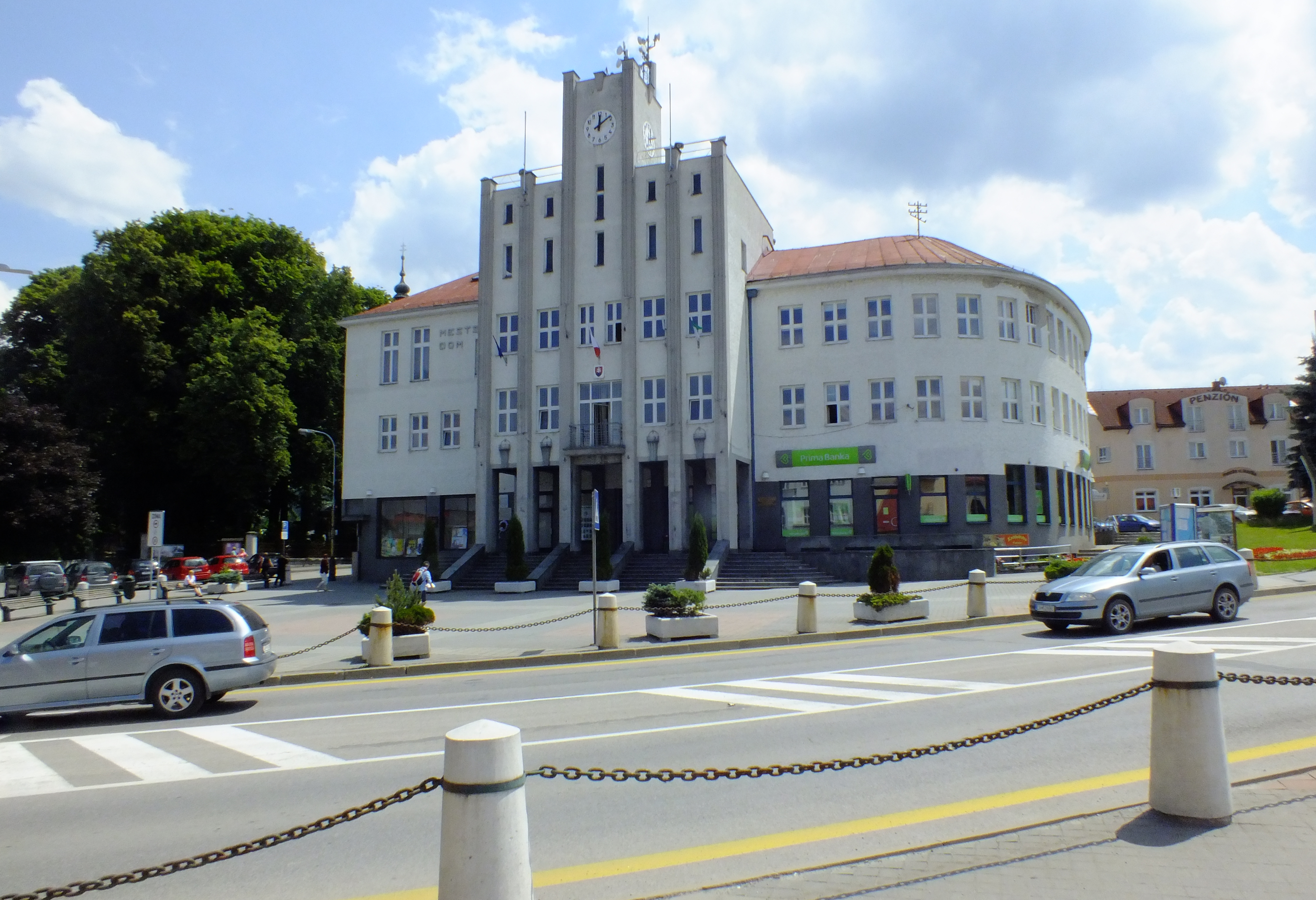
Zentrum

## Geographie

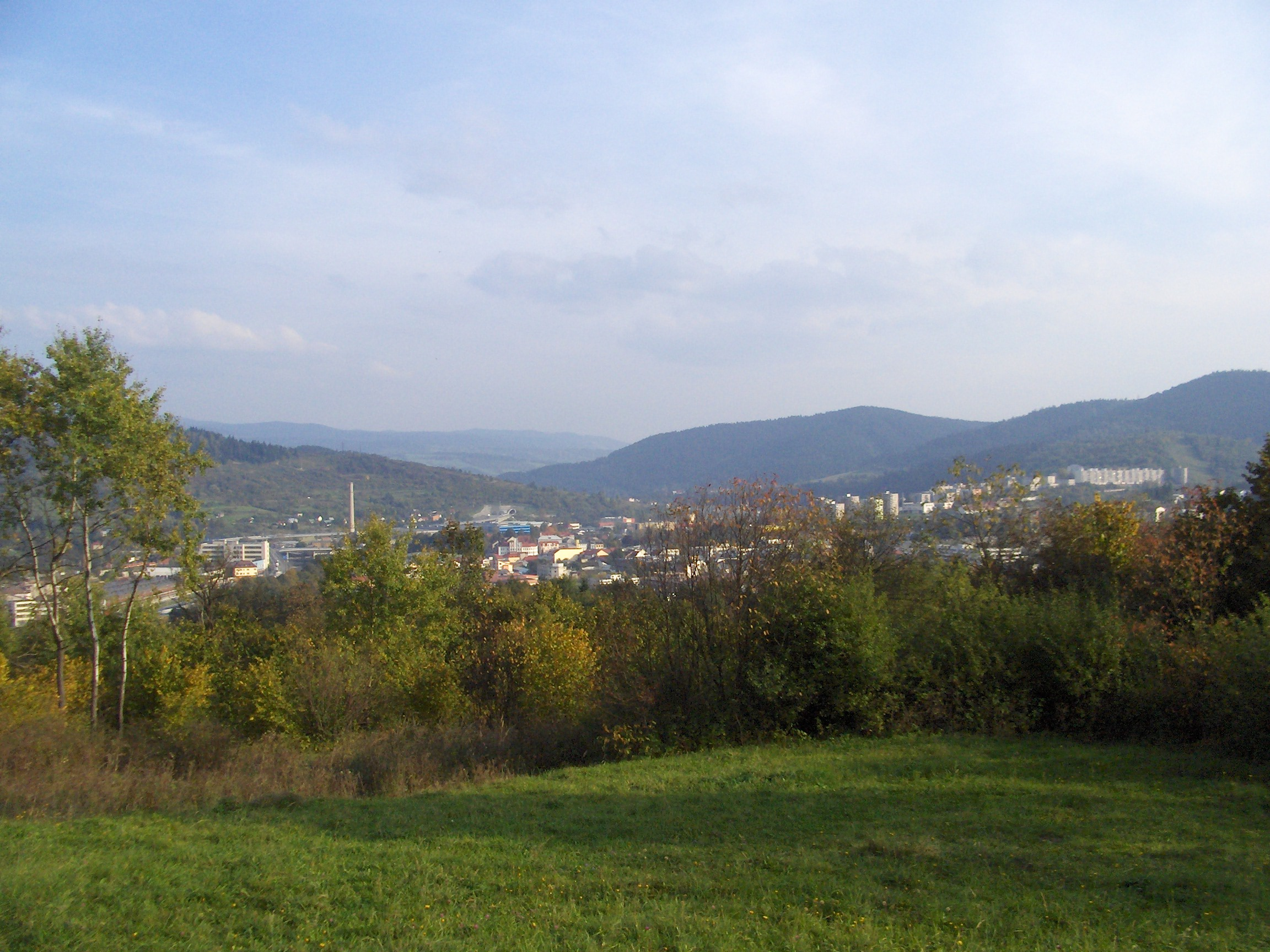
Blick auf den Ort

### Lage
Der Ort liegt südöstlich des Jablunkapasses im Jablunkauer Bergland an der Kysuca und deren Zufluss Čierňanka. Nordöstlich befindet sich das Dreiländereck mit Tschechien und Polen. Čadca liegt im Tal des Flusses Kysuca (Kischütz) etwa 30 km nördlich von Sillein (Žilina) und ist Teil der Region Kysuce. Eine Minderheit von Goralen lebt in der Umgebung.

### Bevölkerung
| Jahr                | 1994   | 2004    | 2014    | 2024    |
| ------------------- | ------ | ------- | ------- | ------- |
| Anzahl der Personen | 26.359 | 26.269  | 24.670  | 22.307  |
| Unterschied         |        | −0,34 % | −6,08 % | −9,57 % |

| Jahr                | 2023   | 2024    |
| ------------------- | ------ | ------- |
| Anzahl der Personen | 22.580 | 22.307  |
| Unterschied         |        | −1,20 % |

Im Jahr 2001 hatte die Stadt 26.699 Einwohner, davon waren 96,14 % Slowaken, 1,56 % Tschechen und 0,13 % Sinti und Roma. Die vorherrschende Religion ist mit 91,48 % die römisch-katholische, 3,99 % sind ohne Konfession und 0,46 % evangelisch.

### Stadtgliederung
Čadca gliedert sich in die 10 folgenden Stadtteile:
- Čadca
- Čadečka
- Drahošanka
- Horelica (1944 eingemeindet)
- Milošová
- Podzávoz
- Rieka
- U Hluška
- U Siheľníka
- Vojty

## Geschichte
Čadca wurde 1598 zum ersten Mal schriftlich erwähnt. 1788 erhielt der Ort Stadtrecht. Bis 1918 gehörte die Stadt zum oberungarischen Komitat Trentschin. Nach dem Vertrag von Trianon fiel die Stadt an die Tschechoslowakei. Das Gebiet wurde 1938 von Polen annektiert. Ende des Zweiten Weltkriegs wurde die Stadt am 1. Mai 1945 durch die Rote Armee eingenommen.

## Sehenswürdigkeiten
Siehe: Liste der denkmalgeschützten Objekte in Čadca

## Verkehr
Die Stadt ist ein wichtiger Bahnknoten. Durch Čadca führt die internationale Eisenbahnverbindung Žilina–Bohumín. Bei der Ortslage Prívarovci führt ein Grenzübergang bei Šance (Jablunkauer Schanzen) über den Jablunkapass nach Mosty u Jablunkova. Am Bahnhof Čadca zweigen die Bahnstrecke Čadca–Zwardoń und die Bahnstrecke Čadca–Makov ab.
Durch die Stadt verläuft die Straße 1. Ordnung 11 von Žilina zur tschechischen Grenze. In der Stadt zweigt die Straße 2. Ordnung 520 Richtung Turzovka und Makov ab. Im nahen Svrčinovec beginnt die Straße 1. Ordnung 12 Richtung polnische Grenze. Eine Teilortsumfahrung im Verlauf der Autobahn D3 (E 75), inklusive des 605 Meter langen Horelica-Tunnels, ist seit 2004 in Betrieb. Die Anschlussstrecke Richtung Tschechien und Polen, die das Zentrum der Stadt östlich umfährt und den Transitverkehr aufnimmt, wurde im Dezember 2020 dem Verkehr freigegeben. In die Stadt führen zwei Halbanschlussstellen, die erste bei Bukov (Exit 39) östlich und die andere bei Podzávoz (Exit 42) nördlich des Stadtzentrums.

## Städtepartnerschaften
- Toruń, Polen

## Persönlichkeiten
- János Wenk (1894–1962), Schwimmer und Wasserballspieler
- Ladislav Nižňanský (1917–2011), Kommandeur
- Vladimír Labant (* 1974), Fußballspieler
- Rastislav Michalík (* 1974), Fußballspieler
- Jozef Ninis (* 1981), Rennrodler
- Marek Hrivík (* 1991), Eishockeyspieler
- Patrícia Hmírová (* 1993), Fußballspielerin